# Ion Diaconescu
Ion Diaconescu (ur. 25 sierpnia 1917 w Boțești, zm. 11 października 2011 w Bukareszcie) – rumuński polityk i inżynier, więzień polityczny w okresie dyktatury komunistycznej, po przemianach politycznych jeden z liderów rumuńskiej centroprawicy, a w latach 1996–2000 przewodniczący Izby Deputowanych.

## Życiorys
Studiował w Instytucie Politechnicznym w Bukareszcie. Od 1936 działał w Partii Narodowo-Chłopskiej, był m.in. członkiem centralnego biura organizacji młodzieżowej. Gdy w 1947 komuniści doprowadzili do delegalizacji partii, Ion Diaconescu został aresztowany, a następnie skazany na karę piętnastu lat pozbawienia wolności i konfiskatę mienia. Początkowo skierowany do pracy przymusowej w kopalniach miedzi i ołowiu, później sześć lat spędził w karcerze w więzieniu w Rymniku. W 1962 zakończył odbywanie kary, został jednak objęty aresztem domowym, zwolnienie uzyskał w 1964 na podstawie amnestii. Podjął pracę jako inżynier w niewielkim przedsiębiorstwie w Bukareszcie, w dalszym ciągu poddawany represjom i inwigilacji ze strony policji politycznej Securitate.
W 1989 po rumuńskiej rewolucji współtworzył Partię Narodowo-Chłopską-Chrześcijańsko-Demokratyczną (PNȚCD), nawiązującą do przedwojennych agrarystów. W 1989 został pierwszym wiceprzewodniczącym tego ugrupowania. Po śmierci Corneliu Coposu przejął kierowanie partią, pełnił tę funkcję do 2000. Od 1996 jednocześnie przewodniczył koalicyjnej Rumuńskiej Konwencji Demokratycznej. W 1990 po raz pierwszy został wybrany do Izby Deputowanych, z powodzeniem ubiegał się o reelekcje w 1992 i w 1996, zasiadając w parlamencie do 2000. Przez okres ostatniej z tych kadencji zajmował stanowisko przewodniczącego Izby Deputowanych.